# بلدن (نبراسکا)
بلدن(به انگلیسی: Belden) شهری در ایالت نبراسکا کشور ایالات متحده آمریکا است که جمعیت آن در سرشماری سال ۲۰۱۰ میلادی، ۱۱۵ نفر بوده‌است.